# جمعية البحوث البيولوجية الصناعية البريطانية
أُنشات جمعية البحوث البيولوجية الصناعية البريطانية في بريطانياعام 1961م في منطقه (سري)سريالتي تقع شمال غرب بريطانيا. تأسست هذه المنظمة عام1961 بواسطة قسم الأبحاث العلمي والصناعي البريطانيDSIR . وأصبحت الآن شركه خاصه تهتم بعلم السموم، والمنتجات التجارية.

## النشأة
في عام 1962تم إنشاء عدة مباني جديده لجمعيه البحث البريطاني في منطقه سري البريطانية بتكلفه تقدر بستة وخمسين جنيه استرليني، حيث تم افتتاح المباني في نفس العام، وفي ذلك الوقت كان هناك اثنان وخمسون جمعيه بحث بريطاني في بريطانيا، في الثامن من حزيران عام 1969قام الأمير فيليب دوق إدنبرة بعمل زيارة للموقع.

### شركة خاصة
عُرف هذا الموقع في اواخر الثمانينات باسم (بيبرا)BIBRA.. والذي يختص بعلم سمية المنتجات الغذائية ومستحضرات التجميل.

## الوظيفة
،تقوم هذه الشركة الخاصة (بيبرا) بالاتحاد مع جمعيه صناعه الادوية البريطانية ABPI ومجلس البحوث الطبية MRC، بإصدار مجلة عالمية للأغدية والسموم الكيماوية، واختبار السمية في المختبر. وتقوم مختبرات هذه الشركة أيضًا بالبحث في علم السموم البيئي والكيمياء المناعية.